# Škofija Grand Falls
Škofija Grand Falls je rimskokatoliška škofija s sedežem v Grand Fallsu (Windsor, Nova Funlandija).

## Geografija
Škofija zajame področje 42.368 km² s 181.978 prebivalci, od katerih je 36.774 rimokatoličanov (20,2 % vsega prebivalstva).
Škofija se nadalje deli na 30 župnij.

## Škofje
- John Michael O'Neill (30. oktober 1964-23. november 1972)
- Alphonsus Liguori Penney (23. november 1972-5. april 1979)
- Joseph Faber MacDonald (11. januar 1980-23. oktober 1998)
- Martin William Currie (12. december 2000-danes)